# Campigneulles-les-Petites
Campigneulles-les-Petites és un municipi francès situat al departament del Pas de Calais i a la regió dels Alts de França. L'any 2007 tenia 587 habitants.

## Demografia

### Població
El 2007 la població de fet de Campigneulles-les-Petites era de 587 persones. Hi havia 217 famílies de les quals 42 eren unipersonals (13 homes vivint sols i 29 dones vivint soles), 75 parelles sense fills, 83 parelles amb fills i 17 famílies monoparentals amb fills.
La població ha evolucionat segons el següent gràfic:
Habitants censats

### Habitatges
El 2007 hi havia 234 habitatges, 222 eren l'habitatge principal de la família, 5 eren segones residències i 6 estaven desocupats. 228 eren cases i 1 era un apartament. Dels 222 habitatges principals, 185 estaven ocupats pels seus propietaris, 32 estaven llogats i ocupats pels llogaters i 5 estaven cedits a títol gratuït; 1 tenia una cambra, 1 en tenia dues, 14 en tenien tres, 54 en tenien quatre i 152 en tenien cinc o més. 195 habitatges disposaven pel capbaix d'una plaça de pàrquing. A 95 habitatges hi havia un automòbil i a 115 n'hi havia dos o més.

### Piràmide de població
La piràmide de població per edats i sexe el 2009 era:
| Homes | Edats   | Dones |
| ----- | ------- | ----- |
| 0     | 95 o +  | 0     |
| 0     | 90 a 94 | 0     |
| 0     | 85 a 89 | 4     |
| 0     | 80 a 84 | 4     |
| 8     | 75 a 79 | 0     |
| 8     | 70 a 74 | 24    |
| 8     | 65 a 69 | 12    |
| 16    | 60 a 64 | 4     |
| 12    | 55 a 59 | 8     |
| 8     | 50 a 54 | 32    |
| 28    | 45 a 49 | 24    |
| 28    | 40 a 44 | 12    |
| 12    | 35 a 39 | 28    |
| 24    | 30 a 34 | 12    |
| 0     | 25 a 29 | 20    |
| 24    | 20 a 24 | 12    |
| 24    | 15 a 19 | 24    |
| 20    | 10 a 14 | 24    |
| 16    | 5 a 9   | 12    |
| 16    | 0 a 4   | 4     |

## Economia
El 2007 la població en edat de treballar era de 386 persones, 277 eren actives i 109 eren inactives. De les 277 persones actives 253 estaven ocupades (129 homes i 124 dones) i 22 estaven aturades (11 homes i 11 dones). De les 109 persones inactives 48 estaven jubilades, 31 estaven estudiant i 30 estaven classificades com a «altres inactius».

### Ingressos
El 2009 a Campigneulles-les-Petites hi havia 227 unitats fiscals que integraven 629 persones, la mediana anual d'ingressos fiscals per persona era de 19.466 €.

### Activitats econòmiques
Dels 29 establiments que hi havia el 2007, 3 eren d'empreses de fabricació d'altres productes industrials, 5 d'empreses de construcció, 12 d'empreses de comerç i reparació d'automòbils, 1 d'una empresa d'hostatgeria i restauració, 1 d'una empresa d'informació i comunicació, 1 d'una empresa financera, 2 d'empreses immobiliàries, 2 d'empreses de serveis, 1 d'una entitat de l'administració pública i 1 d'una empresa classificada com a «altres activitats de serveis».
Dels 8 establiments de servei als particulars que hi havia el 2009, 1 era un taller de reparació d'automòbils i de material agrícola, 3 paletes, 2 guixaires pintors, 1 perruqueria i 1 restaurant.
Dels 3 establiments comercials que hi havia el 2009, 2 eren supermercats i 1 una fleca.
L'any 2000 a Campigneulles-les-Petites hi havia 8 explotacions agrícoles que ocupaven un total de 369 hectàrees.

## Poblacions més properes
El següent diagrama mostra les poblacions més properes.